# 巴音乌兰苏木
巴音乌兰苏木，是中华人民共和国内蒙古自治区巴彦淖尔市乌拉特中旗下辖的一个乡镇级行政单位。

## 行政区划
巴音乌兰苏木下辖以下地区：
巴音敖包嘎查、乌兰额日格嘎查、努和日乐嘎查、乌兰温都尔嘎查、巴音宝日嘎查、东达乌素嘎查、乌兰格日乐嘎查、阿日胡都格嘎查、巴音查干嘎查、桑根达来嘎查、吉日嘎楞图嘎查、呼鲁斯嘎查、图克木嘎查、伊和宝力格嘎查、乌力吉图嘎查和新尼乌素嘎查。